# Iberê Gomes Grosso

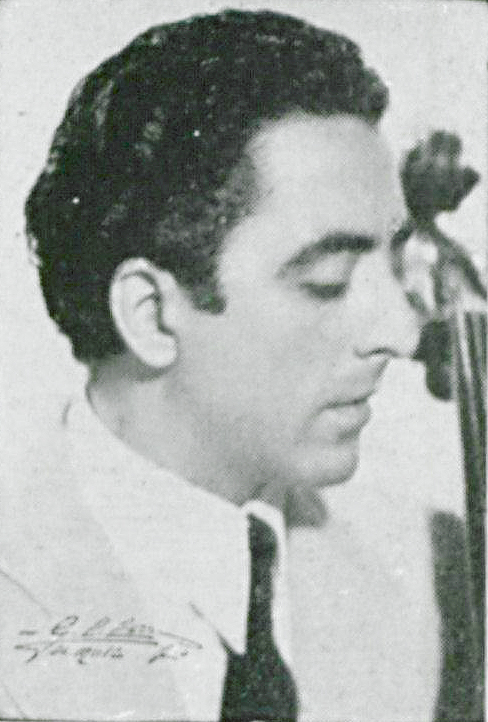
Iberê Gomes Grosso em 1945

Iberê Gomes Grosso (São Paulo, 12 de junho de 1905 - Rio de Janeiro, 7 de fevereiro de 1983) foi um violoncelista e professor brasileiro, fez escola formando gerações de artistas talentosos e foi um dos principais celistas do Brasil.

## Biografia
Membro de uma destacada família musical de Campinas, era bisneto de Manuel José Gomes, alcunhado Maneco Músico, mestre de capela por mais de 50 anos e comerciante de instrumentos; neto do maestro, violinista e compositor José Pedro de Sant'Ana Gomes; sobrinho-neto do maestro e compositor de óperas Carlos Gomes, de fama internacional; sobrinho do violoncelista Alfredo Gomes, premiado pelo Real Conservatório de Bruxelas e professor no Instituto Nacional de Música, e filho da pianista Alice Gomes. Alice foi professora de piano e casou-se em 27 de julho de 1904 com Rodolfo Grosso, alfaiate e comerciante em Campinas, mais tarde arquivista da publicidade da Light no Rio, com quem teve quatro filhos, dos quais três fizeram carreiras brilhantes na música: a pianista Ilara Gomes Grosso, a violinista Alda Gomes Grosso, casada com o violinista Oscar Borgerth, e Iberê. O outro filho, José Pedro de Sant'Ana Gomes Grosso Neto, foi médico.

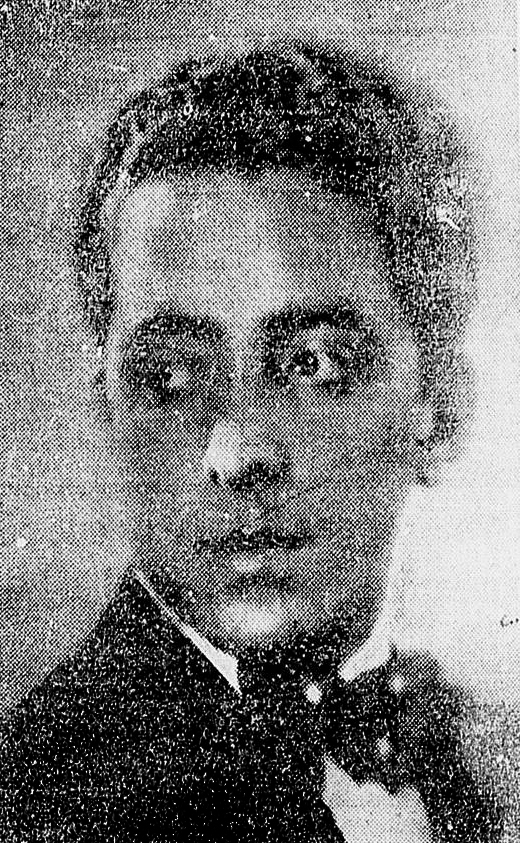
Iberê em 1934

Nascido em São Paulo mas criado em Campinas, Iberê iniciou seus estudos musicais aprendendo piano com a mãe, e com 11 anos mudou-se para a casa do tio Alfredo no Rio de Janeiro, com quem começou a estudar violoncelo. Em 1919 ingressou no Instituto Nacional de Música, formando-se em 1924 com medalha de ouro, e no ano seguinte obteve em concurso promovido pelo Instituto o prêmio de viagem ao exterior. Com a bolsa do governo matriculou-se em 1926 na Escola Normal de Música de Paris, onde teve aulas com Diran Alexandrian e Pablo Casals, ao mesmo tempo fazendo trabalhos esporádicos como músico de cinema mudo. Em 1928 os pagamentos da bolsa atrasaram, deixando-o em situação precária, e um grupo de artistas organizou um concerto a fim de recolher fundos para ele. Teve de interromper os estudos para voltar ao Brasil e servir no Exército, mas foi dispensado pouco depois.
Atuou muito no Brasil em conjuntos de música popular nas rádios e em gravações de cantores famosos, embora não desse muito valor a este campo. Sempre preferiu a música erudita. Seu repertório era diversificado. Trabalhava com autores europeus do século XVIII à contemporaneidade, incluindo entre outros Bach, Haendel, Rameau, Corelli, Boccherini, Haydn, Bruch, Sibelius, Ravel, Granados, De Falla, além de dedicar muito espaço para autores brasileiros, como Francisco Braga, Glauco Velásquez, Henrique Oswald,  Luiz Cosme, Jorge Antunes, Cláudio Santoro, Radamés Gnatalli, Francisco Mignone, Camargo Guarnieri, Villa-Lobos e outros. Foi um grande divulgador da música erudita brasileira.

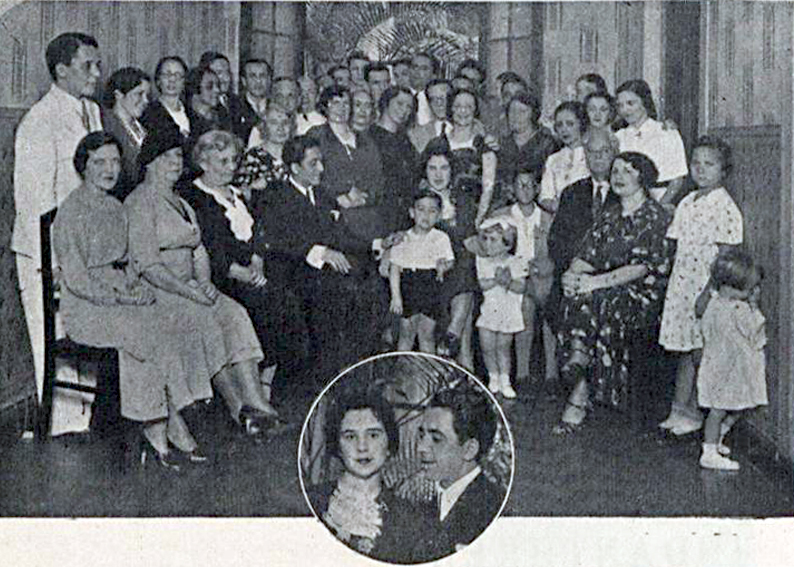
Festa de casamento de Iberê e Adelinda, com os noivos em realce, 1935

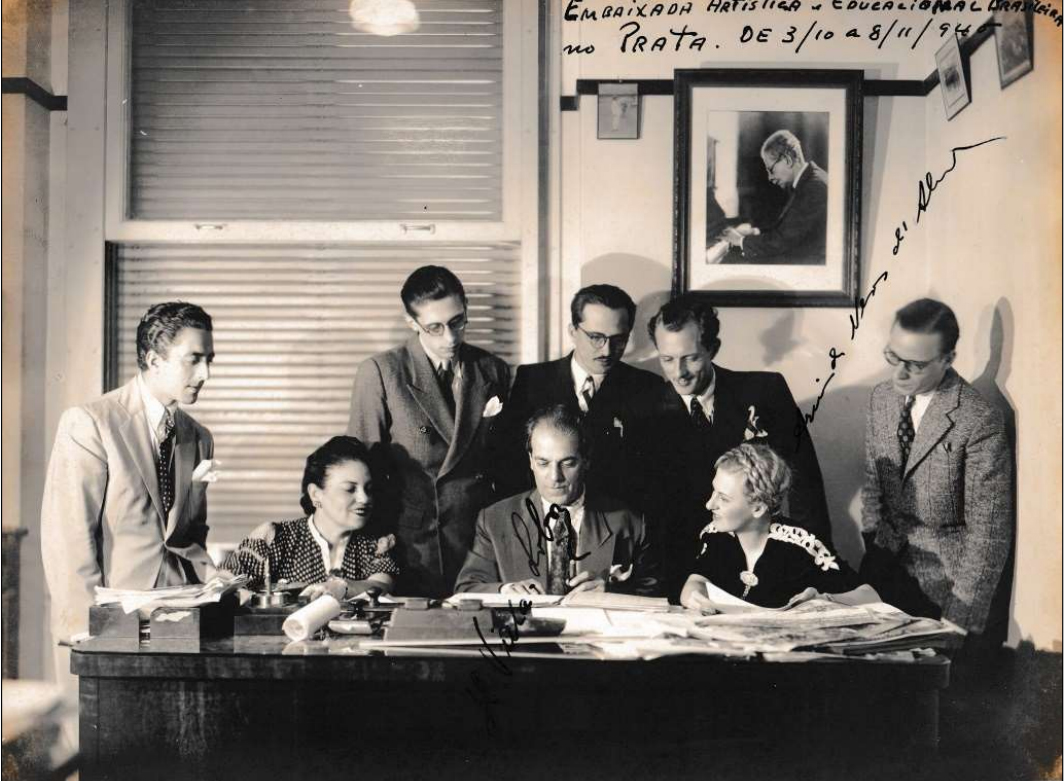
Embaixada Artística Brasileira em 1945. Sentados, da esquerda para direita, Ruth Valadares, Villa-Lobos e sua esposa Arminda d'Almeida. Em pé, da esquerda para a direita, Iberê Gomes Grosso, Arnaldo Estrella, Gazzi de Sá, José Vieira Brandão e Oscar Borgerth.

Percorreu o Brasil com orquestras e grupos de câmara, sempre colhendo muitos elogios, além de ser uma presença assídua em programas de música erudita nas rádios nacionais. Já no início da década de 1930 era citado como "um dos nossos mais aplaudidos virtuoses", "um dos mais belos talentos da moderna geração de concertistas brasileiros", "artista finíssimo, magnífico temperamento, delicado e ao mesmo tempo vigoroso, com esplêndida qualidade de som, veludoso quando é preciso, amplo e forte quando a música assim o requer; sendo sempre um intérprete ideal quer se trate de clássicos como Beethoven, românticos como Lalo, ou modernos como Granados, Falla e Debussy".
Casou em 19 de outubro de 1935 com Adelinda Castellani, mais conhecida como Linda, com quem teria as filhas Helena e as gêmeas Yara e Ilara, e começou a dar aulas. No início cobrava dos alunos, mas em breve passou a lecionar de graça, hábito que manteve pelo resto da vida. Também foi professor da Superintendência de Educação Musical e Artística, onde ministrou o Curso de Formação de Professores Especializados em Música e Canto Orfeônico, do Conservatório de Canto Orfeônico e a partir de 1950 foi livre docente de violoncelo na Escola de Música da UFRJ. Por suas aulas passou a maioria dos violoncelistas brasileiros que mais tarde fizeram renome, incluindo, entre outros, Aldo Parisot, Bernardo Katz, Márcio Carneiro, Márcio Malard, Antônio Guerra Vicente, Watson Clis, Cláudio Jaffé, Italo Babini e Alceu Reis. Segundo Fernanda Monteiro, da Associação Brasileira de Violoncelistas, "Iberê era um sol em torno do qual orbitavam alunos de diversas regiões, que se mudaram para o Rio a fim de estudar com o mestre". Nas palavras da pesquisadora Isabelle Azevedo, Iberê foi "um dos principais professores do instrumento no Brasil". Segundo o pesquisador Samuel Pereira Lopes, é justo dizer que Iberê foi o mentor de uma "escola brasileira" de violoncelo. Falando sobre a didática do mestre, Márcio Malard salientou que ele procurava desconstruir os preconceitos que os alunos traziam sobre a técnica, sonoridade, interpretação, empunhadura do instrumento e mesmo sobre a relação mestre-discípulo, incentivando-os a desenvolverem um espírito crítico e encontrarem seu próprio caminho. Ele acrescenta que a prova disso é que nenhum dos alunos saiu com a mesma forma de tocar de Iberê e todos diferiam entre si.
Na década de 1940 participou da Embaixada Artística Brasileira, criada pelo governo da República e coordenada por Villa-Lobos, que tinha o objetivo de estreitar relações culturais entre o Brasil e os países hispano-americanos. Fez turnês na Europa e Israel tocando somente música brasileira. Trabalhou por cerca de 30 anos em parceria com Radamés Gnatalli, tocando arranjos de música erudita feitos por Radamés num trio que incluía Radamés ao piano e o violinista Romeu Ghipsman. Este conjunto foi uma presença frequente nos programas da Rádio Nacional. Também atuou muito em duo com Radamés, fazendo turnês internacionais. Radamés disse sobre o amigo: "Quando eu fazia uma peça para violoncelo, era para o Iberê tocar. Ele tinha muita bossa, muito jeito pra música brasileira".

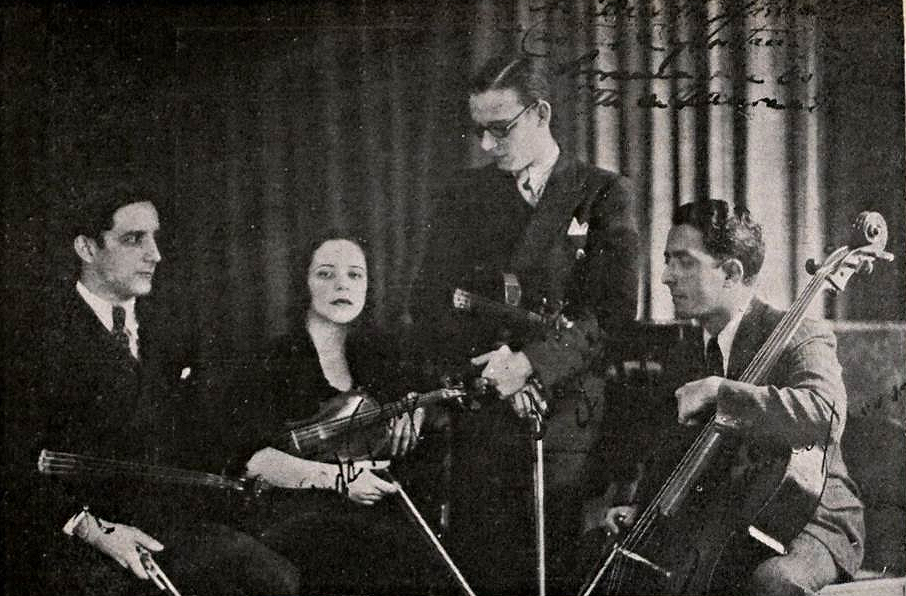
O Quarteto Borgerth em 1935: Affonso Henrique Garcia, viola; Alda e Oscar Borgerth, violinos; Iberê Gomes Grosso, violoncelo

Foi membro do Quarteto Borgerth com Oscar Borgerth e Alda Grosso Borgerth (irmã de Iberê), violinos, e na viola Affonso Henrique Garcia (depois Edmundo Blois), "finíssimo conjunto de cordas"; do Trio Rádio Ministério da Educação junto com o violinista Anselmo Zlatopolsky e o pianista Fritz Jank (depois Alceo Bocchino), membro do Trio Pró-Arte com o violinista Alberto Jaffé e a pianista Daisy de Lucena, com "grande aceitação da crítica especializada"; por muitos anos se apresentou em duo com sua irmã Ilara ao piano e com o pianista Arnaldo Estrella; participou da formação inicial do Quarteto da Guanabara com Estrella, Mariuccia Iacovino ao violino e Federiçk Stephany na viola, grupo onde permaneceu 13 anos, muito elogiado pelo crítico Luiz Paulo Horta, chamando-o de "uma de nossas mais nobres formações camerísticas", atuou com importantes orquestras nacionais e foi um dos fundadores da Orquestra Sinfônica do Theatro Municipal do Rio de Janeiro e da Orquestra Sinfônica Brasiliense (depois chamada Orquestra Sinfônica Brasileira), da qual foi primeiro violoncelo. Deixou uma significativa discografia. Compôs algumas peças para piano em sua juventude, e algumas vezes atuou como maestro, estreando na regência em 1943 à frente da Orquestra Sinfônica Brasileira, com obras de Brahms, Sibelius, Lalo e Villa-Lobos.
Depois de uma vida intensamente dedicada à música, faleceu no Rio na noite do dia 7 de fevereiro de 1983, quando se recuperava de uma cirurgia no crânio, depois de ter sofrido um acidente. Foi velado na Escola de Música da UFRJ e sepultado no Cemitério São Francisco Xavier do Caju. No obituário que escreveu na Tribuna da Imprensa, Carlos Dantas disse: "Figura notável na vida musical brasileira, mestre formador de jovens mestres, o violoncelista Iberê Gomes Grosso desaparece aos 78 anos deixando bem viva a aura de competência e grandeza humana que lhe envolvia por onde atuasse em sua múltipla atividade nas gravações, recitais, concertos e salas de aula. [...] Foi responsável por momentos de importância absolutamente maior na vida artística brasileira".

## Reconhecimento

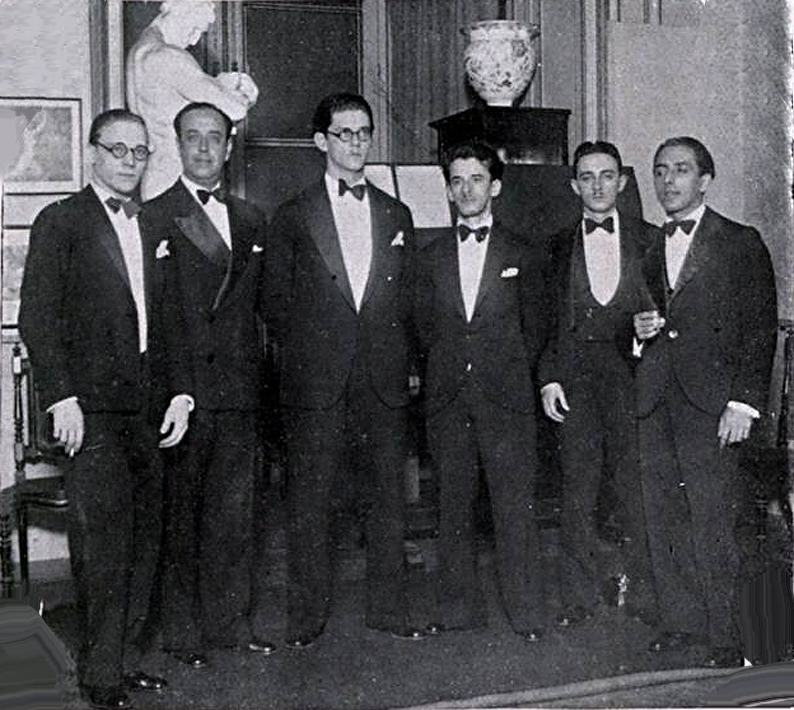
Concerto da Associação dos Artistas Brasileiros, com Oscar Borgerth, Adacto Filho, Radamés Gnattali, Luiz Cosme, Newton Ramalho e Iberê Gomes Grosso, 1932

Em 1948 foi admitido na Academia Brasileira de Música como membro extraordinário, reconhecendo seu "renome excepcional e mérito superior comprovado". Por ocasião das comemorações do seu 60º aniversário em 1965, surgiu a ideia de se criar uma sociedade de celistas, que foi efetivamente fundada em 21 de junho com o nome Associação Brasileira de Violoncelos, tendo Iberê como patrono e 1º presidente, sendo a antecessora da atual Associação Brasileira de Violoncelistas. Em 1980 a Funarte incluiu três discos que gravou com o Trio da Rádio MEC no seu Projeto Memória Musical Brasileira.
Em abril de 1983, pouco depois do seu falecimento, a Prefeitura de São Paulo batizou uma rua com seu nome. Em 1987 foi homenageado pela Escola de Música da UFRJ, em 1988 foi homenageado com um concerto na Sala Cecília Meireles, e em 1995 foi um dos homenageados no I International Cello Encounter do Rio. Seu nome batiza um dos prêmios do Concurso Nacional de Violoncelos de Ouro Branco, e uma rua em Campinas.
É amplamente considerado um dos principais nomes da história do violoncelo no Brasil. Foi particularmente estimado pela sua importante atividade docente e por suas interpretações de Villa-Lobos, de quem era muito amigo, e cuja música, segundo disse Arnaldo Estrella, ele conhecia "como poucos, e como poucos sabe como o mestre queria que fosse tocada".
Segundo o crítico Victor Giudice, foi o primeiro celista brasileiro a ser admirado no exterior, e para Luiz Paulo Horta ele foi "o patriarca dos nossos violoncelos", um dos músicos "que marcaram época na música brasileira". Para o maestro Fábio Zanon, "Gomes Grosso foi uma figura capital da música brasileira". Júlio Medaglia o chamou de "monstro sagrado da música instrumental carioca", e segundo José Penalva "é considerado o maior violoncelista sul-americano". Sua reputação se confirma no fato de ter estreado mais de cinquenta obras de importantes compositores brasileiros, como Villa-Lobos, Radamés Gnattali, Jorge Antunes, José Vieira Brandão, Camargo Guarnieri e Cláudio Santoro.
Sua vida e obra foram registrados no livro Iberê Gomes Grosso: dois séculos de tradição musical na trajetória de um violoncelista (2005) de Valdinha de Melo Barbosa, em edição do Sindicato dos Músicos Profissionais do Rio.